# Tom Bradshaw (football, 1904)
Pour les articles homonymes, voir Tom Bradshaw et Bradshaw.
Tom Bradshaw, né le 7 février 1904 à Bishopton (Écosse), mort le 22 février 1986 à Coatbridge (Écosse), était un footballeur écossais, qui évoluait au poste de milieu de terrain à Liverpool et en équipe d'Écosse.

## Biographie
Bradshaw reçoit une sélection en équipe d'Écosse. Il s'agit d'un match joué contre l'Angleterre le 31 mars 1928 (victoire 1-5 à Wembley).
Il joue 277 matchs en première division anglaise avec le Liverpool FC, marquant trois buts.

## Carrière
- 1922-1930 :  Bury
- 1930-1938 :  Liverpool
- 1938-1939 :  Third Lanark AC
- 1939 :  South Liverpool

## Palmarès

### En équipe nationale
- 1 sélection et 0 but avec l'équipe d'Écosse en 1928.